# Darío Gazapo Valdés
Darío Gazapo Valdés (La Havane, 1891 - Madrid, 1942) était un militaire et cartographe espagnol.
Formé à l’Académie d'infanterie de Tolède (es), où il fut le condisciple de Francisco Franco, puis à l’école d’état-major de Madrid, il se voua à la cartographie militaire, tant au Maroc qu’en métropole, devenant l’un des cartographes les plus expérimentés de l’état-major espagnol. En poste à Melilla, où il figurait parmi les conspirateurs contre la République, il fut en juillet 1936 l’un des principaux protagonistes de la rébellion militaire en Afrique du Nord, et, par là même, du premier incident de la Guerre civile qui s’ensuivit. Après s’être distingué sur le front d’Aragon, Gazapo, homme de confiance du général Franco, fut placé au printemps 1937 à la tête du service cartographique de l’armée franquiste et s’appliqua tout au long de la Guerre civile à pourvoir les troupes nationalistes des indispensables cartes d’état-major, qui leur avaient longtemps fait défaut.

## Biographie

### Formation et carrière d’officier d’état-major
Natif de La Havane, dans la Capitainerie générale de Cuba, où son père était Commissaire de guerre, Darío Gazapo fut inscrit en 1907 à l’Académie d’infanterie de Tolède (es), dont il sortit diplômé en 1910. Major de sa promotion, il eut pour camarade de promotion le futur Caudillo Francisco Franco,, avec qui il partageait les mêmes idées africanistes et dont il allait devenir l’un des hommes de confiance. Plus tard, il entra à l’École supérieure de guerre à Madrid, où il obtint le diplôme d’état-major.
En 1916, monté au rang de lieutenant, il fut destiné à Larache, au Maroc, où il accomplit ses stages pratiques de cartographe militaire auprès de la Commission géographique du Maroc. Revenu en Espagne, il travailla à la Commission géographique du Nord-est jusqu’en 1927. En juillet de la même année, fait capitaine entre-temps, il reçut à nouveau une affectation dans l’équipe de la Commission du Maroc, où il fut chargé — sous les ordres de Federico Montaner, chef d’état-major du général Mola — d’effectuer les relevés pour la carte du Protectorat à échelle 1:50 000. Nommé commandant d’état-major en 1929, il passa au grade de lieutenant-colonel en 1935, après avoir été dépêché temporairement à Ifni pour y faire partie de la Commission technique des limites. En 1935, il se vit offrir un poste dans la Section des limites de la Commission géographique du Maroc, sise à Melilla.

### Coup d’État de juillet 1936
Dans la matinée du 17 juillet, c’est-à-dire la veille de la date prévue pour le soulèvement militaire du 18 juillet, un chargement de pistolets devant servir à armer les phalangistes de Melilla fut déposé dans le bâtiment de la Commission géographique des limites d’Afrique, lieu sous la tutelle des officiers du corps d’état-major, nommément le lieutenant-colonel Darío Gazapo et le capitaine Carmelo Medrano. Un des agents de liaison chargés de répartir les armes vendit la mèche, ce qui porta la Commission des limites à formuler une demande de procès-verbal. Dans l’après-midi du 17 juillet 1936, Gazapo et d’autres officiers se trouvaient réunis dans la salle de cartographie, occupés à examiner les plans en vue de l’imminente rébellion militaire, normalement projetée pour le lendemain 18 juillet, lorsque s’y présenta un officier de la Garde d'assaut, le lieutenant Juan Zaro Fraguas, accompagné de ses hommes et chargé de détecter d’éventuelles caches d’armes clandestines et d’en dresser l’inventaire,. Les conspirateurs ayant été surpris de la sorte, Gazapo alla s’entretenir avec Zaro, lui signifiant d’abord son refus de coopérer, mais obtempérant ensuite à ses injonctions après que son supérieur, le général Romerales, lui en eut donné l’ordre. Cependant, Gazapo s’empressa d’appeler à son secours par téléphone une unité de la Légion étrangère casernée non loin de là. Après que les légionnaires furent arrivés sur les lieux, Zaro et ses hommes, se voyant dépassés en nombre, décidèrent de se rendre. Cet incident, qui força les putschistes à hâter leurs plans et à déclencher prématurément, dès l’après-midi du 17 juillet 1936, le soulèvement militaire à Melilla, marque le début de l’insurrection et représente de fait le premier épisode violent de la Guerre civile, encore qu’il se soit déroulé sans effusion de sang,.

### Guerre civile
La Guerre civile désormais engagée, Gazapo se transporta vers la Péninsule, prit part à plusieurs opérations militaires en Andalousie, puis servit sur le front d’Aragon, où il se distingua en 1936 par sa conduite dans le secteur de Tardienta. Le 30 août de la même année, il fut désigné chef d’état-major du corps d’armée d’Aragon, dont le siège était à Saragosse et qui se trouvait sous le commandement du général Moscardó,. Au cours de la Guerre civile, le colonel Gazapo, en plus de participer à divers faits d’armes, eut à remplir, sur demande du général Franco, quelques missions politiques délicates ; ainsi notamment fut-il nommé par Franco le 22 avril 1937 membre du premier Secrétariat politique du parti unique FET y de las JONS, alors nouvellement fondé à la suite du décret d'unification du 20 avril,,, et ce malgré le faible rôle que Gazapo avait joué jusque-là dans la Phalange. Vers la fin de 1937, il assista au premier Conseil national du Mouvement, réuni à Burgos, organe dont Darío Gazapo faisait également partie. Au lendemain de la prise de Lérida en avril 1938, il présida à Almacellas le premier rassemblement phalangiste de Catalogne, où il s’adressa aux Catalans en ces termes :

« Ne vous illusionnez pas, la vie en Espagne est appelée à être fort dure. Nous avons tous à faire un sacrifice et la Catalogne le fera avec affection, et si elle ne le fait pas avec amour, nous l’y obligerons par la force, vu que nous sommes les plus mâles, les plus forts, les plus valeureux du monde... »

#### Chef du service cartographique
Cependant, Darío Gazapo n’était pas un officier d’opérations, mais avant tout l’un des cartographes les plus expérimentés du corps d’état-major, ayant consacré toute sa carrière professionnelle, tant dans la métropole que dans le Protectorat du Maroc, à l’activité cartographique. Au début de la Guerre civile, l’armée nationaliste manquait cruellement de cartes militaires, à telle enseigne que Darío Gazapo rappela sans équivoque, sitôt terminée la Guerre civile, l’état de pénurie dans laquelle le camp nationaliste s’était trouvé sous ce rapport :

« Dans ce chaos, nous avons eu la disgrâce de voir Madrid, avec tous les services centraux de cartographie, tomber dans la zone rouge, et nous nous sommes retrouvés dans la situation où dans les Capitaineries générales et dans les régions militaires, nous ne disposions plus guère que de quelques feuilles détachées [de la carte topographique au 1:50 000], que quelques officiers avait eu la curiosité d’acheter, et de quelques autres qui étaient en possession des hauts commandants chargés du service, mais rien de plus. »

Ainsi p. ex., l’avancée d’Andalousie vers Madrid des troupes franquistes entre août et novembre 1936 s’était faite quasiment sans cartes. Ce ne fut qu’après la conquête de Cáceres 26 août 1936 que l’on put mettre la main sur les premières planches de la carte topographique de l’Espagne à l’échelle 1:50 000, et il fallut faire appel à un photographe professionnel pour confectionner un certain nombre de copies photographiques monochromes des planches réquisitionnées. Cependant, pellicule et papier photographiques ne tardèrent pas à s’épuiser, de sorte que des copies furent distribuées en nombre très restreint aux colonnes lancées sur Madrid.
À la différence du camp républicain, les cartographes de l’état-major franquiste n’avaient guère accès aux ressources matérielles de l’Institut géographique. Début 1938, alors que la Guerre civile entrait dans sa phase décisive, coexistaient deux centres géographiques officiels distincts : l’Institut géographique républicain d’une part, et un service parallèle mis sur pied par le gouvernement franquiste de Burgos le 30 janvier 1938 d’autre part. La mission principale du lieutenant-colonel Darío Gazapo, personnage clef et responsable de la Section cartographique du quartier-général de Franco, consista à pourvoir les différents corps de l’armée nationaliste de toutes les cartes d’état-major nécessaires. Son arrivée à Saragosse au printemps 1937, où il allait demeurer pendant tout le reste de la Guerre civile, marque le début d’une nouvelle ère pour le service de cartographie de la Confédération hydrographique de l’Èbre, laquelle, créée en 1926, avait rassemblé un important lot d’archives cartographiques portant sur tout le bassin de l’Èbre. L’unité cartographique de Saragosse, qui pouvait compter sur la précieuse collaboration de ladite Confédération hydrographique de l’Èbre, prit à sa charge les cartes du front d’Aragon, et confectionna parallèlement les cartes les plus urgentes à l’usage d’autres fronts.
Le service cartographique du général Franco ambitionnait de construire l’ensemble de sa cartographie à partir de la Mapa topográfico de España à l’échelle 1:50 000, dont il se proposait d’établir sa propre version sous la dénomination de Mapa Nacional. Cette entreprise requérait d’avoir résolu quelques problèmes ardus, le premier desquels était de pouvoir compiler la totalité des planches originales, ce que la Section cartographique mit beaucoup de temps à réaliser. Les hommes de Gazapo Valdés avaient initialement à leur disposition les cartes conservées dans les Sections cartographiques de Séville, Saragosse, Burgos, Valladolid et La Corogne, chacune détenant les planches correspondant à leur Région militaire respective, encore qu’à Saragosse avaient pu être capturées les collections cartographiques non seulement du service de cartographie de la Confédération hydrographique de l’Èbre, mais également celles de la faculté des Sciences de l’université de Saragosse, qui était en possession d’un jeu presque complet de cartes au 1:50 000. Combler les lacunes encore restantes par la récupération de planches originales était l’une des obsessions du Service cartographique et des services d’espionnage franquistes tout au long de la Guerre civile ; on y parvint en partie grâce à l’envoi depuis l’Allemagne d’une collection de cartes,.
Cependant nombre de zones du territoire espagnol restaient encore dans l’ombre. La recherche des planches manquantes se déploya sur toute l’Espagne, y compris sur la zone républicaine, et se poursuivit durant toute la guerre, donnant lieu à des épisodes rocambolesques avec mise à contribution des services d’espionnage des deux camps. Début 1938, quand les responsables de la Section cartographique eurent sollicité la collaboration du Service d’information et de police militaire, qui opérait derrière les lignes républicaines, ledit Service parvint à remplir ses engagements et fournit en juin 1938 une dizaine de planches au 1:50 000 supplémentaires. Le même Service sut s’assurer de la coopération du commandant Julián Suárez-Inclán y de Prendes, ancien responsable de la Section cartographique de l’état-major républicain, qui pour lors travaillait à Madrid dans la Commission topographique du Centre. Si pourtant le Mapa Nacional n’arriva pas à couvrir la totalité du territoire espagnol, toutes les zones d’intérêt militaire majeur, y compris les îles de Majorque et de Minorque, avaient toutefois fini par y être figurées.
Une autre difficulté, que l’armée de Franco eut quelque peine à résoudre, venait de ce que la plupart des imprimeries publiques ou privées capables d’exécuter une reproduction lithographique du Mapa Nacional s’étaient dans les premiers mois de la Guerre civile retrouvées dans la zone républicaine, à quoi s’ajoutait la pénurie chronique de papier et d’encre. Les premiers secours vinrent ici aussi de l’étranger, en l’espèce du Corpo Truppe Volontarie italien débarqué en Espagne en mai 1937 et accompagné d’une section topocartographique. Dès août 1937, un schéma de travail fut établi qui allait se maintenir jusqu’à la fin de la Guerre civile. La préparation des plaques offset pour le Mapa Nacional eut lieu dans des ateliers situés à San Sebastián, ville conquise par les insurgés nationalistes dès septembre 1936.
Au terme de la Guerre civile, Darío Gazapo, qui détenait le rang de colonel, fut nommé président de la Commission géographique de l’armée espagnole. Il mourut à Madrid en 1942.